# Ngày lễ quốc tế
Dưới đây là danh sách ngày lễ hay ngày hành động được cử hành trên toàn thế giới với mức độ nổi bật hoặc có ý nghĩa xác định. Phần lớn trong số đó là do Liên Hợp Quốc hoặc tổ chức thành viên Liên Hợp Quốc công nhận hay ủng hộ.
Kể từ những ngày khởi đầu của hệ thống Liên Hợp Quốc, Liên Hợp Quốc đã thành lập một danh sách các ngày và tuần, năm và thập kỷ đáng nhớ để giúp cư dân thế giới tập trung về các vấn đề mà Liên Hợp Quốc đã quan tâm và cam kết. Để ghi nhớ những ngày này, Liên Hợp Quốc kêu gọi các nước thành viên và các tổ chức kỷ niệm và phản ánh những ưu tiên của họ bằng nhiều cách có thể.
Đôi khi có ngày lễ là do một cơ quan Liên Hợp Quốc hoặc chương trình, dự án cụ thể khởi đầu, ví dụ như Tổ chức Y tế Thế giới (WHO) chủ trì Ngày Sức khỏe Thế giới và Ngày Thế giới không thuốc lá, Chương trình Môi trường Liên Hợp Quốc (UNEP) tổ chức ngày Ngày Môi trường Thế giới...
Tuy nhiên, một số cơ quan Liên Hợp Quốc cũng lập những ngày quốc tế riêng của họ (ví dụ như Ngày người bệnh lao Thế giới của Tổ chức Y tế Thế giới và Ngày Triết học thế giới của UNESCO), được thành lập và thúc đẩy bởi cơ quan nhưng không phải do Đại Hội đồng Liên Hợp Quốc đồng ý áp dụng cho toàn hệ thống Liên Hợp Quốc.

## Ngày lễ quốc tế
| Ngày                         | Tên | Tên gốc | Văn bản                           |
| ---------------------------- | --- | --- | --------------------------------- |
| Tháng 1                      | | |                                   |
| 1/1                          | Năm mới                                                                                                  | New Year's Day | Người dùng lịch Gregorius         |
| 4/1                          | Ngày Chữ nổi Thế giới                                                                                    | World Braille Day | A/RES/73/161                      |
| 24/1                         | Ngày Quốc tế Giáo dục                                                                                    | | A/RES/73/25                       |
| 27/1                         | Ngày Quốc tế Kỷ niệm Tưởng nhớ Nạn nhân của Nạn diệt chủng Đức quốc xã                                   | International Day of Commemoration in Memory of the Victims of the Holocaust                                         | A/RES/60/7                        |
| Tháng 2                      | | |                                   |
| 4/2                          | Ngày ung thư thế giới                                                                                    | World Cancer Day | WHO                               |
| 6/2                          | Ngày Quốc tế về Không Khoan dung về Gây tổn thương Sinh dục nữ                                           | International Day of Zero Tolerance to Female Genital Mutilation                                                     | A/RES/67/146                      |
| 12/2                         | Ngày Quốc tế chống sử dụng Binh sĩ Trẻ em                                                                | International Day against the use of child soldiers (Red Hand Day)                                                   |                                   |
| 13/2                         | Ngày Phát thanh Thế giới Ngày Quốc tế Bao cao su                                                         | World Radio Day International Condom Day                                                                             | UNESCO                            |
| 14/2                         | Ngày Valentine                                                                                           | World Valentine Day                                                                                                  | Kitô hữu                          |
| 20/2                         | Ngày Công lý xã hội thế giới                                                                             | World Social Justice Day                                                                                             | A/RES/62/10                       |
| 21/2                         | Ngày tiếng mẹ đẻ Quốc tế                                                                                 | International Mother Language Day                                                                                    | UNESCO 30C/62, A/RES/56/262       |
| Tháng 3                      | | |                                   |
| 1/3                          | Ngày Không phân biệt đối xử                                                                              | Zero Discrimination Day                                                                                              | UNAIDS                            |
| 3/3                          | Ngày Sinh giới Hoang dã Thế giới                                                                         | World Wildlife Day                                                                                                   | A/RES/68/205                      |
| 8/3                          | Ngày Quốc tế Phụ nữ                                                                                      | International Women's Day                                                                                            |                                   |
| 20/3                         | Ngày Quốc tế Hạnh phúc                                                                                   | International Day of Happiness                                                                                       | A/RES/66/281                      |
| 21/3                         | Ngày Quốc tế xóa bỏ Kỳ thị chủng tộc                                                                     | International Day for the Elimination of Racial Discrimination                                                       | A/RES/2142 (XXI)                  |
| 21/3                         | Ngày Thơ Thế giới                                                                                        | World Poetry Day | UNESCO                            |
| 21/3                         | Ngày Quốc tế Nowruz                                                                                      | International Day of Nowruz                                                                                          | A/RES/64/253                      |
| 21/3                         | Ngày Hội chứng Down thế giới                                                                             | World Down Syndrome Day                                                                                              | A/RES/66/149                      |
| 21/3                         | Ngày Quốc tế về Rừng                                                                                     | International Day of Forests                                                                                         | A/RES/67/200                      |
| 22/3                         | Ngày Nước Thế giới                                                                                       | World Water Day | A/RES/47/193                      |
| 23/3                         | Ngày Khí tượng Thế giới                                                                                  | World Meteorological Day                                                                                             | WMO/EC-XII/Res.6                  |
| 24/3                         | Ngày Thế giới phòng chống lao                                                                            | World Tuberculosis Day                                                                                               | WHO                               |
| 24/3                         | Ngày Quốc tế về Quyền được Sự thật liên quan đến Vi phạm Nhân quyền thô bạo và cho phẩm giá của nạn nhân | International Day for the Right to the Truth concerning Gross Human Rights Violations and for the Dignity of Victims | A/RES/65/196                      |
| 25/3                         | Ngày Quốc tế Tưởng niệm Nạn nhân của chế độ nô lệ và buôn bán nô lê Đại Tây Dương                        | International Day of Remembrance of the Victims of Slavery and the Transatlantic Slave Trade                         | A/RES/62/122                      |
| 25/3                         | Ngày Quốc tế Đoàn kết với Nhân viên bị giam giữ và Thành viên mất tích                                   | International Day of Solidarity with Detained and Missing Staff Members                                              |                                   |
| Tháng 4                      | | |                                   |
| 2/4                          | Ngày Thế giới Nhận thức Tự kỷ                                                                            | World Autism Awareness Day                                                                                           | A/RES/62/139                      |
| 4/4                          | Ngày Quốc tế Nhận thức Bom mìn và Hỗ trợ hành động Bom mìn                                               | International Day for Mine Awareness and Assistance in Mine Action                                                   | A/RES/60/97                       |
| 6/4                          | Ngày Quốc tế Thể thao vì Phát triển và Hòa bình                                                          | International Day of Sport for Development và Peace                                                                  | A/RES/67/296                      |
| 7/4                          | Ngày Quốc tế Phản ánh về Diệt chủng ở Rwanda                                                             | International Day of Reflection on the Genocide in Rwanda                                                            | A/RES/58/234                      |
| 7/4                          | Ngày Sức khỏe Thế giới                                                                                   | World Health Day | WHO WHA/A.2/Res.35                |
| 12/4                         | Ngày Quốc tế con người bay vào vũ trụ                                                                    | International Day of Human Space Flight                                                                              | A/RES/65/271                      |
| 22/4                         | Ngày Quốc tế Mẹ Trái Đất                                                                                 | International Mother Earth Day                                                                                       | A/RES/63/278                      |
|                              | Ngày Pháp Luật Thế giới                                                                                  | |                                   |
| 23/4                         | Ngày Sách và Bản quyền Thế giới                                                                          | World Book và Copyright Day                                                                                          | UNESCO Res.3.18                   |
| 23/4                         | Ngày tiếng Anh                                                                                           | English Language Day                                                                                                 |                                   |
| 24-30/4                      | Tuần lễ Tiêm chủng Thế giới                                                                              | World Immunization Week                                                                                              | WHO                               |
| 25/4                         | Ngày Sốt rét Thế giới                                                                                    | World Malaria Day | WHO                               |
| 26/4                         | Ngày Sở hữu trí tuệ thế giới                                                                             | World Intellectual Property Day                                                                                      | WIPO                              |
| 28/4                         | Ngày Thế giới về an toàn và sức khỏe tại nơi làm việc                                                    | World Day for Safety và Health at Work                                                                               |                                   |
| 29/4                         | Ngày Tưởng niệm tất cả nạn nhân của Chiến tranh hoá học                                                  | Day of Remembrance for all Victims of Chemical Warfare                                                               |                                   |
| 30/4                         | Ngày Jazz Quốc tế                                                                                        | International Jazz Day                                                                                               |                                   |
| Tháng 5                      | | |                                   |
| 1/5                          | Ngày Quốc tế Lao động                                                                                    | May Day, International Workers' Day                                                                                  | ngoài LHQ                         |
| 3/5                          | Ngày Tự do Báo chí thế giới                                                                              | World Press Freedom Day                                                                                              | A/RES/48/432                      |
| Chủ nhật thứ hai của tháng 5 | Ngày của Mẹ                                                                                              | Mother's day |                                   |
| 7/5                          | Ngày Quốc tế Tình Yêu                                                                                    | International Love Day                                                                                               |                                   |
| 8/5                          | Ngày Chữ Thập Đỏ Quốc tế                                                                                 | International Red Cross Day                                                                                          |                                   |
| 8-9/5                        | Thời gian cho Tưởng niệm và Hòa giải cho những người thiệt mạng trong Chiến tranh thế giới thứ hai       | Time of Remembrance and Reconciliation for Those Who Lost Their Lives During the Second World War                    | A/RES/59/26                       |
| 9-10/5                       | Ngày Chim Di cư thế giới                                                                                 | World Migratory Bird Day                                                                                             | UNEP                              |
| 9/5                          | Ngày Chiến thắng                                                                                         | Victory Day |                                   |
| 15/5                         | Ngày quốc tế Gia đình                                                                                    | International Day of Families                                                                                        | A/RES/47/237                      |
| Ngày Rằm                     | Lễ Phật Đản                                                                                              | Vesak, the Day of the Full Moon                                                                                      | Phật giáo                         |
| 17/5                         | Ngày Quốc tế chống kỳ thị, phân biệt đối xử với người đồng tính, song tính và chuyển giới (LGBT)         | IDAHOT (International Day Against Homophobia và Transphobia)                                                         | Liên Hợp Quốc ?                   |
| 17/5                         | Ngày Hiệp hội Thông tin Thế giới                                                                         | World Telecommunication và Information Society Day                                                                   | ITU A/RES/60/252                  |
| 21/5                         | Ngày Thế giới về Đa dạng Văn hoá vì Đối thoại và Phát triển                                              | World Day for Cultural Diversity for Dialogue and Development                                                        | A/RES/57/249                      |
| 22/5                         | Ngày quốc tế Đa dạng sinh học                                                                            | International Day for Biological Diversity                                                                           | A/RES/55/201                      |
| 23/5                         | Ngày Quốc tế Kết thúc Lỗ rò sản khoa                                                                     | International Day to End Obstetric Fistula                                                                           | A/RES/67/147                      |
| 29/5                         | Ngày Quốc tế Gìn giữ Hòa bình Liên Hợp Quốc                                                              | International Day of UN Peacekeepers                                                                                 | A/RES/57/129                      |
| 31/5                         | Ngày Thế giới không thuốc lá                                                                             | World No-Tobacco Day                                                                                                 | WHO Resolution 42.19              |
| Tháng 6                      | | |                                   |
| 1/6                          | Ngày Quốc tế Thiếu nhi                                                                                   | Children's Day | ngoài LHQ                         |
| 1/6                          | Ngày Phụ huynh Toàn cầu                                                                                  | Global Day of Parents                                                                                                | A/RES/66/292                      |
| 4/6                          | Ngày Quốc tế của Trẻ em vô tội và là Nạn nhân bị xâm lược                                                | International Day of Innocent Children Victims of Aggression                                                         | A/RES/ES-7/8                      |
| 5/6                          | Ngày Môi trường Thế giới                                                                                 | World Environment Day                                                                                                | UNEP A/RES/2994 (XXVII))          |
| 6/6                          | Ngày tiếng Nga tại Liên Hợp Quốc                                                                         | Russian Language Day at the UN                                                                                       | (in Russian)                      |
| 8/6                          | Ngày Đại dương Thế giới                                                                                  | World Oceans Day | A/RES/63/111                      |
| 12/6                         | Ngày Thế giới chống Lao động Trẻ em                                                                      | World Day Against Child Labour                                                                                       |                                   |
| 14/6                         | Ngày Hiến Máu Thế giới                                                                                   | World Blood Donor Day                                                                                                | WHO WHA58.13                      |
| 15/6                         | Ngày Thế giới Phòng chống lạm dụng Người cao tuổi                                                        | World Elder Abuse Awareness Day                                                                                      | A/RES/66/127                      |
| Chủ nhật thứ ba của tháng 6  | Ngày của Cha                                                                                             | Father's day |                                   |
| 17/6                         | Ngày Thế giới chống Sa mạc hóa và Hạn hán                                                                | World Day to Combat Desertification và Drought                                                                       | A/RES/49/115                      |
| 20/6                         | Ngày Tị nạn Thế giới                                                                                     | World Refugee Day | A/RES/55/76                       |
| 21/6                         | Ngày Quốc tế Yoga                                                                                        | International Day of Yoga                                                                                            | A/RES/69/131                      |
| 23/6                         | Ngày Dịch vụ Công cộng Liên Hợp Quốc                                                                     | United Nations Public Service Day                                                                                    | A/RES/57/277                      |
| 23/6                         | Ngày Quốc tế Phụ nữ góa                                                                                  | International Widows' Day                                                                                            | A/RES/65/189                      |
| 25/6                         | Ngày Thủy thủ                                                                                            | Day of the Seafarer                                                                                                  | IMO STCW/CONF.2/DC.4              |
| 26/6                         | Ngày Quốc tế chống lạm dụng và buôn bán trái phép ma túy                                                 | International Day against Drug Abuse and Illicit Trafficking                                                         | A/RES/42/112                      |
| 26/6                         | Ngày Quốc tế của Liên Hợp Quốc trong hỗ trợ nạn nhân của tra tấn                                         | United Nations International Day in Support of Victims of Torture                                                    | A/RES/52/149                      |
| 26/6                         | Ngày Quốc tế Phòng chống Bạch tạng                                                                       | International Albinism Awareness Day                                                                                 |                                   |
| Tháng 7                      | | |                                   |
| Thứ Bảy đầu tiên             | Ngày Quốc tế Hợp tác                                                                                     | International Day of Cooperatives                                                                                    | A/RES/47/90                       |
| 7/7                          | Ngày SôCôLa Thế Giới                                                                                     | World Chocolate Day                                                                                                  |                                   |
| 11/7                         | Ngày Dân số Thế giới                                                                                     | World Population Day                                                                                                 | UNDP decision 89/46 15            |
| 15/7                         | Ngày Kỹ năng thanh niên thế giới                                                                         | World Youth Skills Day                                                                                               | A/C.3/69/L.13/Rev.1               |
| 18/7                         | Ngày Quốc tế Nelson Mandela                                                                              | Nelson Mandela International Day                                                                                     | A/RES/64/13                       |
| 28/7                         | Ngày Viêm gan Thế giới                                                                                   | World Hepatitis Day                                                                                                  | WHO                               |
| 30/7                         | Ngày Hữu nghị Quốc tế                                                                                    | International Day of Friendship                                                                                      | A/RES/65/275                      |
| 30/7                         | Ngày Thế giới phòng, chống mua bán người                                                                 | World Day against Trafficking in Persons                                                                             | A/RES/68/192                      |
| Tháng 8                      | | |                                   |
| 12/8                         | Ngày Quốc tế Thanh Thiếu niên                                                                            | International Youth Day                                                                                              | A/RES/54/120                      |
| 23/8                         | Ngày Quốc tế Tưởng niệm Buôn bán nô lệ và Xoá bỏ nó                                                      | International Day for the Remembrance of the Slave Trade and Its Abolition                                           | UNESCO                            |
| 29/8                         | Ngày Quốc tế chống Thử nghiệm Hạt nhân                                                                   | International Day against Nuclear Tests                                                                              | A/RES/64/35                       |
| 30/8                         | Ngày Quốc tế các Nạn nhân mất tích cưỡng bức                                                             | International Day of the Victims of Enforced Disappearances                                                          | A/RES/65/209                      |
| Tháng 9                      | | |                                   |
| 5/9                          | Ngày Quốc tế Từ thiện                                                                                    | International Day of Charity                                                                                         | A/RES/67/105                      |
| 8/9                          | Ngày Quốc tế biết Chữ                                                                                    | International Literacy Day                                                                                           | UNESCO                            |
| 10/9                         | Ngày Thế giới Phòng chống Tự sát                                                                         | World Suicide Prevention Day                                                                                         | WHO & IASP                        |
| 12/9                         | Ngày Liên Hợp Quốc về Hợp tác Nam-Nam                                                                    | United Nations Day for South-South Cooperation                                                                       | A/RES/58/220                      |
| 15/9                         | Ngày Quốc tế vì Dân chủ                                                                                  | International Day of Democracy                                                                                       | A/RES/62/7                        |
| 16/9                         | Ngày Quốc tế Bảo vệ Tầng ôzôn                                                                            | International Day for the Preservation of the Ozone Layer                                                            | A/RES/49/114                      |
| 21/9                         | Ngày Quốc tế Hòa bình                                                                                    | International Day of Peace                                                                                           | A/RES/36/67, A/RES/55/282         |
| Tuần cuối tháng 9            | Ngày Hàng hải Thế giới                                                                                   | World Maritime Day                                                                                                   | IMO IMCO/C XXXVIII/21             |
| 26/9                         | Ngày Quốc tế Xóa bỏ Hoàn toàn Vũ khí hạt nhân                                                            | International Day for the Total Elimination of Nuclear Weapons                                                       | A/RES/68/32                       |
| 26/9                         | Ngày Tránh thai Thế giới                                                                                 | World Contraception Day                                                                                              |                                   |
| 27/9                         | Ngày Du lịch thế giới                                                                                    | World Tourism Day |                                   |
| Tháng 10                     | | |                                   |
| 1/10                         | Ngày Quốc tế Người cao tuổi                                                                              | International Day of Older Persons                                                                                   | A/RES/45/106                      |
| 2/10                         | Ngày quốc tế bất bạo động                                                                                | International Day of Non-Violence                                                                                    | A/RES/61/271                      |
| 5/10                         | Ngày Nhà giáo thế giới                                                                                   | World Teachers’ Day                                                                                                  | UNESCO                            |
| Thứ Hai đầu tiên             | Ngày Môi trường sống Thế giới                                                                            | World Habitat Day | A/RES/40/202 A                    |
| 9/10                         | Ngày Bưu chính thế giới                                                                                  | World Post Day | UPU/Tokyo Congr.1969/Res.C.11     |
| 11/10                        | Ngày Quốc tế Trẻ em gái                                                                                  | International Day of the Girl Child                                                                                  | A/RES/66/170                      |
| 13/10                        | Ngày Quốc tế Giảm nhẹ Thiên tai                                                                          | International Day for Disaster Reduction                                                                             | A/RES/44/236, A/RES/64/200        |
| 14/10                        | Ngày Tiêu chuẩn Thế giới                                                                                 | World Standards Day                                                                                                  | IEC, ISO, ITU, IEEE, IETF         |
| 15/10                        | Ngày Quốc tế Phụ nữ nông thôn                                                                            | International Day of Rural Women                                                                                     | A/RES/62/136                      |
| 16/10                        | Ngày Lương thực thế giới                                                                                 | World Food Day | FAO A/RES/35/70                   |
| 17/10                        | Ngày Quốc tế Xóa nghèo                                                                                   | International Day for the Eradication of Poverty                                                                     | A/RES/47/196)                     |
| 24/10                        | Ngày Liên Hợp Quốc                                                                                       | United Nations Day                                                                                                   | A/RES/168 (II), A/RES/2782 (XXVI) |
| 24/10                        | Ngày Thông tin về Phát triển thế giới                                                                    | World Development Information Day                                                                                    | A/RES/3038 (XXVII)                |
| 27/10                        | Ngày Thế giới về Di sản Nghe nhìn                                                                        | World Day for Audiovisual Heritage                                                                                   | UNESCO                            |
| 31/10                        | Ngày Thành phố Thế giới                                                                                  | World Cities Day | A/RES/68/238                      |
| Tháng 11                     | | |                                   |
| 2/11                         | Ngày Quốc tế về Chấm dứt Không bị trừng phạt cho Tội ác chống lại các nhà báo                            | International Day to End Impunity for Crimes against Journalists                                                     | A/RES/68/163                      |
| 6/11                         | Ngày Quốc tế Phòng chống khai thác Môi trường trong Chiến tranh và Xung đột vũ trang                     | International Day for Preventing the Exploitation of the Environment in War và Armed Conflict                        | A/RES/56/4                        |
| 10/11                        | Ngày Khoa học Thế giới vì Hòa bình và Phát triển                                                         | World Science Day for Peace và Development                                                                           | UNESCO                            |
| 14/11                        | Ngày Thế giới phòng, chống đái tháo đường                                                                | World Diabetes Day                                                                                                   | A/RES/61/225                      |
| Chủ nhật thứ 3               | Ngày Thế giới Tưởng niệm Nạn nhân Giao thông đường bộ                                                    | World Day of Remembrance for Road Traffic Victims                                                                    | A/RES/60/5                        |
| 16/11                        | Ngày Khoan dung Quốc tế                                                                                  | International Day for Tolerance                                                                                      | UNESCO A/RES/51/95                |
| 19/11                        | Ngày Toilet Thế giới                                                                                     | World Toilet Day | A/67/L.75, draft                  |
| 19/11                        | Ngày Quốc tế Nam giới                                                                                    | International Men's Day                                                                                              |                                   |
| Thứ Năm thứ 3                | Ngày Triết học thế giới                                                                                  | World Philosophy Day                                                                                                 |                                   |
| 20/11                        | Ngày Thiếu nhi Thế giới                                                                                  | Universal Children’s Day                                                                                             | 836(IX), 14/12/1954               |
| 21/11                        | Ngày Truyền hình thế giới                                                                                | World Television Day                                                                                                 | A/RES/51/205                      |
| 25/11                        | Ngày quốc tế loại bỏ bạo lực đối với Phụ nữ                                                              | International Day for the Elimination of Violence against Women                                                      | A/RES/54/134                      |
| 29/11                        | Ngày Quốc tế Đoàn kết với Nhân dân Palestine                                                             | International Day of Solidarity with the Palestinian People                                                          | A/RES/32/40B                      |
| Tháng 12                     | | |                                   |
| 1/12                         | Ngày thế giới phòng chống bệnh AIDS                                                                      | World AIDS Day |                                   |
| 2/12                         | Ngày Quốc tế Giải phóng Nô lệ                                                                            | International Day for the Abolition of Slavery                                                                       |                                   |
| 3/12                         | Ngày Quốc tế Người khuyết tật                                                                            | International Day of Persons with Disabilities                                                                       | A/RES/47/3                        |
| 5/12                         | Ngày Tình nguyện Quốc tế vì Phát triển Kinh tế và Xã hội                                                 | International Volunteer Day for Economic và Social Development                                                       | A/RES/40/212                      |
| 5/12                         | Ngày Đất Thế giới                                                                                        | World Soil Day | A/RES/68/232                      |
| 7/12                         | Ngày Hàng không Dân dụng Quốc tế                                                                         | International Civil Aviation Day                                                                                     | ICAO, A/RES/51/33                 |
| 9/12                         | Ngày Quốc tế chống Tham nhũng                                                                            | International Anti-Corruption Day                                                                                    | A/RES/58/4                        |
| 10/12                        | Ngày Nhân quyền Quốc tế                                                                                  | Human Rights Day | A/RES/423 (V)                     |
| 11/12                        | Ngày Núi Quốc tế                                                                                         | International Mountain Day                                                                                           | A/RES/57/245                      |
| 15/12                        | Ngày Chè Quốc tế                                                                                         | International Tea Day                                                                                                | FAO                               |
| 18/12                        | Ngày Di dân Quốc tế                                                                                      | International Migrants Day                                                                                           | A/RES/55/93                       |
| 20/12                        | Ngày Đoàn kết Con người Quốc tế                                                                          | International Human Solidarity Day                                                                                   | A/RES/60/209                      |
| 25/12                        | Lễ Giáng Sinh                                                                                            | Christmas Day | Kitô hữu                          |
| 27/12                        | Ngày Quốc tế Phòng, chống dịch bệnh                                                                      | International Day of Epidemic Preparednesse                                                                          | [ 5 ] [ 6 ]                       |

## Năm
Các Năm hành động do Liên Hợp Quốc khởi xướng, chủ trì hoặc công nhận:
| Năm       | Tên | Tên gốc | Văn bản                                                              |
| --------- | --- | --- | -------------------------------------------------------------------- |
| 2023      | Năm Quốc tế Đối thoại vì Bảo đảm hòa bình                                                                               | International Year of Dialogue as a Guarantee of Peace                                                       | A/RES/77/32 Lưu trữ ngày 5 tháng 6 năm 2023 tại Wayback Machine      |
| 2023      | Năm Quốc tế về Hạt kê                                                                                                   | International Year of Millets                                                                                | A/RES/75/263                                                         |
| 2022      | Năm Quốc tế về Phát triển miền núi bền vững                                                                             | International Year of Sustainable Mountain Development                                                       | A/RES/76/129                                                         |
| 2022      | Năm quốc tế về Khoa học cơ bản vì sự phát triển bền vững                                                                | International Year of Basic Sciences for Sustainable Development                                             | A/RES/76/14                                                          |
| 2022      | Năm Quốc tế Thủy tinh                                                                                                   | International Year of Glass                                                                                  | A/RES/75/279                                                         |
| 2022      | Năm Quốc tế Đánh bắt và Nuôi trồng thủy sản                                                                             | International Year of Artisanal Fisheries and Aquaculture                                                    | A/RES/72/72                                                          |
| 2021      | Năm Quốc tế Hòa bình và Tin cậy                                                                                         | International Year of Peace and Trust                                                                        | A/RES/73/338                                                         |
| 2021      | Năm Quốc tế về Kinh tế sáng tạo vì Sự phát triển bền vững                                                               | International Year of Creative Economy for Sustainable Development                                           | A/RES/74/198                                                         |
| 2021      | Năm Quốc tế về rau và trái cây                                                                                          | International Year of Fruits and Vegetables                                                                  | A/RES/74/244                                                         |
| 2021      | Năm Quốc tế Xóa bỏ Lao động trẻ em                                                                                      | International Year for the Elimination of Child Labour                                                       | A/RES/73/327                                                         |
| 2020      | Năm Quốc tế về Sức khỏe cây trồng                                                                                       | International Year of Plant Health                                                                           | FAO,A/RES/73/252                                                     |
| 2020      | Năm Quốc tế của Y tá và nữ hộ sinh                                                                                      | International Year of the Nurse and the Midwife                                                              | WHO                                                                  |
| 2019      | Năm Quốc tế về Ngôn ngữ bản địa                                                                                         | International Year of Indigenous Languages                                                                   | UNESCO (A/RES/71/178) LHQ: A/RES/72/129                              |
| 2019      | Năm Quốc tế kỷ niệm Bảng tuần hoàn các nguyên tố hóa học                                                                | International Year of the Periodic Table of Chemical Elements                                                | UNESCO (A/RES/72/228)                                                |
| 2017      | Năm quốc tế về du lịch bền vững để phát triển                                                                           | International Year of Sustainable Tourism for Development                                                    |                                                                      |
| 2016      | Năm Quốc tế về các loại Đậu hạt                                                                                         | International Year of Pulses (Legume)                                                                        | FAO, A/RES/68/231 ws                                                 |
| 2015      | Năm Quốc tế về Ánh sáng và Công nghệ dựa trên Ánh sáng                                                                  | International Year of Light and Light-Based Technologies                                                     | A/RES/68/221 ws Lưu trữ ngày 27 tháng 5 năm 2015 tại Wayback Machine |
| 2015      | Năm Đất quốc tế | International Year of Soil                                                                                   | FAO, A/RES/68/232 ws                                                 |
| 2014      | Năm Quốc tế Vun đắp Gia đình                                                                                            | International Year of Family Farming                                                                         |                                                                      |
| 2013      | Năm Quốc tế của Hạt Diêm mạch                                                                                           | International Year of Quinoa                                                                                 |                                                                      |
| 2013      | Năm Quốc tế Hợp tác Nước                                                                                                | International Year of Water Cooperation                                                                      |                                                                      |
| 2012      | Năm Quốc tế Năng lượng Bền vững cho Tất cả                                                                              | International Year of Sustainable Energy for All                                                             |                                                                      |
| 2011      | Năm Quốc tế Hóa học | International Year of Chemistry                                                                              |                                                                      |
| 2011      | Năm Rừng Quốc tế | International Year of Forests                                                                                |                                                                      |
| 2010      | Năm Quốc tế Thanh Thiếu niên                                                                                            | International Year of Youth                                                                                  |                                                                      |
| 2010      | Năm Quốc tế Đa dạng sinh học                                                                                            | International Year of Biodiversity                                                                           |                                                                      |
| 2009      | Năm Sợi tự nhiên Quốc tế                                                                                                | International Year of Natural Fibres                                                                         |                                                                      |
| 2009      | Năm Thiên văn Quốc tế                                                                                                   | International Year of Astronomy                                                                              |                                                                      |
| 2008      | Năm Quốc tế Ngôn ngữ | International Year of Languages                                                                              |                                                                      |
| 2008      | Năm Quốc tế Hành tinh Trái đất                                                                                          | International Year of Planet Earth                                                                           |                                                                      |
| 2007-2008 | Năm Địa cực Quốc tế | International Polar Year                                                                                     |                                                                      |
| 2005      | Năm Vật lý Thế giới | International Year of Physical                                                                               |                                                                      |
| 2004      | Năm Lúa gạo Quốc tế | International Year of Rice                                                                                   |                                                                      |
| 2004      | Năm Quốc tế tưởng nhớ cuộc chống chế độ nô lệ và việc hủy bỏ nó                                                         | International Year to Commemorate the Struggle against Slavery and its Abolition                             |                                                                      |
| 2001      | Năm Quốc tế vận động chống lại phân biệt chủng tộc, phân biệt đối xử chủng tộc, bài ngoại và không khoan dung liên quan | International Year of Mobilization against Racism, Racial Discrimination, Xenophobia and Related Intolerance |                                                                      |
| 2000      | Năm Quốc tế về Văn hóa Hòa bình                                                                                         | International Year for the Culture of Peace                                                                  |                                                                      |
| 1999      | Năm Người Cao tuổi Quốc tế                                                                                              | International Year of Older Persons                                                                          |                                                                      |
| 1995      | Năm Dung hòa Quốc tế | United Nations Year for Tolerance                                                                            |                                                                      |
| 1994      | Năm Quốc tế Gia đình | International Year of the Family                                                                             |                                                                      |
| 1986      | Năm Hòa bình Quốc tế | International Year of Peace                                                                                  |                                                                      |
| 1985      | Năm Quốc tế Thanh niên                                                                                                  | International Youth Year                                                                                     |                                                                      |
| 1981      | Năm Quốc tế Người khuyết tật                                                                                            | International Year of Disabled Persons                                                                       |                                                                      |
| 1979      | Năm Quốc tế Thiếu nhi                                                                                                   | International Year of the Child                                                                              |                                                                      |
| 1975      | Năm Quốc tế Phụ nữ | International Women's Year                                                                                   |                                                                      |
| 1967      | Năm Du lịch Quốc tế | International Tourist Year                                                                                   |                                                                      |
| 1957-1958 | Năm Vật lý Địa cầu Quốc tế                                                                                              | International Geophysical Year                                                                               |                                                                      |

## Thập kỷ
Các Thập kỷ hành động do do Liên Hợp Quốc khởi xướng, chủ trì hoặc công nhận:
| Thập kỷ   | Tên                                                                                 | Tên gốc                                                                                                | Văn bản                                     |
| --------- | ----------------------------------------------------------------------------------- | --- | ------------------------------------------- |
| 2015-2024 | Thập kỷ quốc tế về người dân gốc Phi                                                | International Decade for People of African Descent                                                     | A/RES/68/237 ws                             |
| 2014-2024 | Thập kỷ của năng lượng bền vững cho tất cả                                          | Decade of Sustainable Energy for All                                                                   | A/RES/67/215 ws                             |
| 2013-2020 | Thập kỷ quốc tế về tái lập quan hệ của các nền văn hóa                              | International Decade for the Rapprochement of Cultures                                                 | UNESCO ws                                   |
| 2011-2020 | Thập kỷ quốc tế thứ ba về Xóa bỏ chủ nghĩa thực dân                                 | Third International Decade for the Eradication of Colonialism                                          | A/RES/65/119                                |
| 2011-2020 | Thập kỷ đa dạng sinh học                                                            | Decade on Biodiversity                                                                                 | A/RES/65/161 ws                             |
| 2011-2020 | Thập kỷ hành động vì an toàn đường bộ                                               | Decade of Action for Road Safety                                                                       | WHO, A/RES/64/255 ws                        |
| 2010-2020 | Thập kỷ sa mạc và cuộc chiến chống sa mạc hóa                                       | Decade for Deserts and the Fight Against Desertification                                               | A/RES/62/195 ws                             |
| 2008-2017 | Thập kỷ thứ hai của Liên Hợp Quốc cho Xóa đói Giảm nghèo                            | Second United Nations Decade for the Eradication of Poverty                                            | A/RES/62/205, A/RES/63/230, A/RES/64/216 ws |
| 2006-2016 | Thập kỷ phục hồi và phát triển bền vững khu vực bị ảnh hưởng bởi thảm họa Chernobyl | Decade of rehabilitation and sustainable development of the affected by the Chernobyl disaster regions | A/RES/62/9                                  |
| 2005-2015 | Thập kỷ Nước cho Đời sống                                                           | Water for Life Decade                                                                                  | A/RES/58/217, A/RES/59/228 ws               |
| 2003-2012 | Thập kỷ Biết chữ Liên Hợp Quốc                                                      | United Nations Literacy Decade                                                                         |                                             |
| 1976-1985 | Thập kỷ Quốc tế Phụ nữ                                                              | United Nations Decade for Women                                                                        |                                             |